# Hyptis americana
Hyptis americana är en kransblommig växtart som först beskrevs av Pierre Antoine Poiteau, och fick sitt nu gällande namn av John Isaac Briquet. Hyptis americana ingår i släktet Hyptis och familjen kransblommiga växter. Inga underarter finns listade i Catalogue of Life.